# Orquesta Sinfónica Nacional de Colombia
Das Orquesta Sinfónica Nacional de Colombia (OSNC) ist ein 2003 in Bogotá gegründetes professionelles Sinfonieorchester.

## Geschichte
Das Orquesta Sinfónica Nacional de Colombia besteht seit 2003. Es ist der Nachfolger des 1936 gegründeten Orquesta Sinfónica de Colombia, welches im Rahmen umfassender staatlicher Privatisierungen im Dezember 2022 aufgelöst worden war. Träger des Orchesters ist die Asociación Nacional de Música Sinfónica des kolumbianischen Kulturministeriums.
Dem Orchester stand zunächst ein Kollegium von drei künstlerischen Leitern vor: Luis Biava, bis 2004 Chefdirigent des Philadelphia Orchestra, Alejandro Posada, Dirigent des Orquesta Sinfónica de Castilla y León (OSCyL), und Eduardo Carrizosa, der bis Ende 2003 als stellvertretender Dirigent des  Orquesta Filarmónica de Bogotá tätig war.
Von 2008 bis 2012 war der Schweizer Dirigent Baldur Brönnimann künstlerischer Leiter des Orchesters, ab 2016 der französische Dirigent Olivier Grangean.
Das Orchester arbeitete mit zahlreichen Gastdirigenten zusammen, unter ihnen Andrés Orozco, Gustavo Dudamel und Rossen Milanov. Zu den Solisten gehörten u. a. Rodolfo Mederos, Pepe Romero, Johannes Moser, Vicente Amigo, Benjamin Schmid, Gabriela Montero, Andrea Bocelli und Juan Diego Flórez.
Seit Juli 2023 ist der argentinisch-israelische Dirigent Yeruham Scharovsky künstlerischer Leiter des Orchesters.